# Louis Jaccard
Louis Jaccard (* 16. Februar 1848 in Vers-chez-Jaccard; † 27. Januar 1908 in Sainte-Croix; heimatberechtigt in Sainte-Croix) war ein Schweizer Politiker.
Jaccard war von 1871 bis 1898 Spieldosenhersteller bei der Firma Jaccard Frères, welche 1901 aufgelöst wurde.
Seine politische Laufbahn begann er als freisinniger Gemeinderat in Sainte-Croix und wurde 1878 in den Grossen Rat des Kantons Waadt gewählt, wo er bis 1894 Einsitz hatte. Von 1884 bis 1885 war er Mitglied im Verfassungsrat sowie Teil der provisorischen Waadtländer Regierung. Ab 1892 war er stellvertretender Regierungsstatthalter von Sainte-Croix, ehe er als Nachfolger seines Vaters, Louis-Samuel, von 1894 bis 1908 Regierungsstatthalter war.